# Ugostiteljstvo
Ugostiteljstvo je gospodarska, proizvodna i uslužna djelatnost koja se bavi prodajom primljenih jela, pića i napitaka posluženih na poseban ugostiteljski način, pružanjem usluga smještaja u posebno opremljenim sobama i apartmanima te pružanjem usluga zabave i rekreacije u ugostiteljskom objektu.
Ugostiteljstvo može obuhvaćati umjetnosti poput kreativog prilagođavanja ili izuma kuharskih recepata, odabirom proizvoda, pripremanjem jela i posluživanja.
Može se smatrati primijenjenom umjetnošću i spada u uslužne djelatnosti.
Cilj ugostiteljstva je uzdići kulinarstvo i užitak čovjeka na višu razinu.  
Vrhunsko ugostiteljstvo se može smatrati i interdisciplinarnom znanošću koja uključuje biologiju, agronomiju, antropologiju, povijest, filozofiju, psihologiju i sociologiju.
Osnovni elementi za pripremu hrane i obrta su:
- Kultura jela i okusa
- Kultura izgleda jela
- Kultura okusa
- Kultiviranje okruženja gdje se hrana servira